# Radwell (Hertfordshire)
Pour les articles homonymes, voir Radwell.
Radwell est une paroisse civile et un village du Hertfordshire, en Angleterre.